# Gnutella2
Gnutella2 – protokół p2p. Sieć wymiany plików na jego podstawie została założona w listopadzie 2002 przez Michaela Stokesa. Jest to niezależne rozwinięcie koncepcji projektu Gnutella, sieci Gnutella i Gnutella2 działają w oparciu o odrębnie zdefiniowane i różne protokołów komunikacyjnych. Nazwa Gnutella2 jest zwykle skracana do formy G2.
Gnutella2 wykorzystuje hashowanie typu SHA-1, co umożliwia pobieranie tego samego pliku z wielu źródeł (także spoza Gnutelli2) i Tiger-Tree, co pozwala na udostępnianie częściowo pobranych plików. Połączenia wewnątrz sieci są kompresowane, więc zużycie przepustowości jest niższe niż w sieci Gnutella i innych sieciach p2p. Każdemu plikowi dodatkowo przypisane są tzw. metadane, czyli opis zawartości (np. wykonawca, tytuł, język itp).
Sieć Gnutella2 charakteryzują małe kolejki i średnia liczba użytkowników, dzięki czemu ściąganie odbywa się zwykle szybciej niż w sieci ed2k.

## Programy klienckie

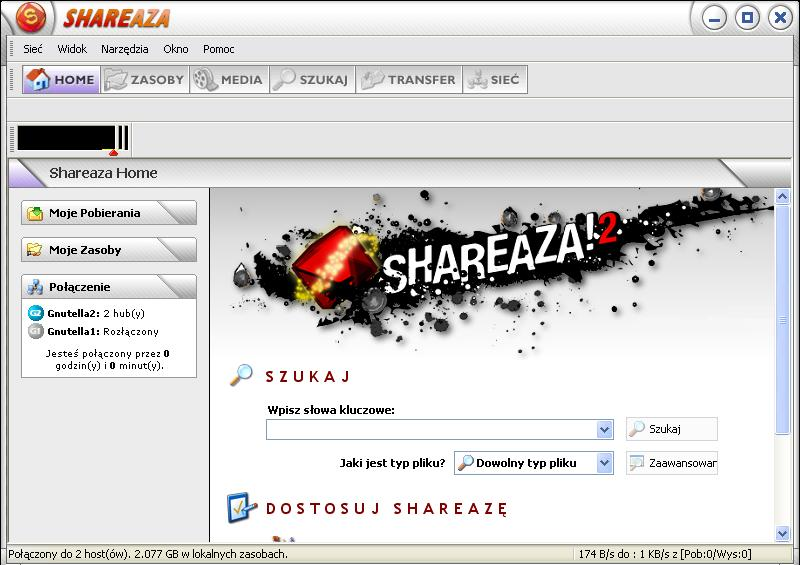
Zrzut ekranowy klienta Gnutelli - Shareazy

- Shareaza (Windows), bezpłatny program na licencji GPL open-source, łączy się z sieciami takimi jak Gnutella, Gnutella2, EDonkey2000 i BitTorrent[1]
- Quazaa (Windows, BSD, Mac OS, Linux), bezpłatny program na licencji GPL open-source, łączy się z sieciami takimi jak Gnutella, Gnutella2, EDonkey2000 i BitTorrent, HTTP, FTP[2]

- Sharelin (Linux), program konsolowy, licencja GPL, obsługuje tylko sieć Gnutella2